# Karl Schröder (Jurist)

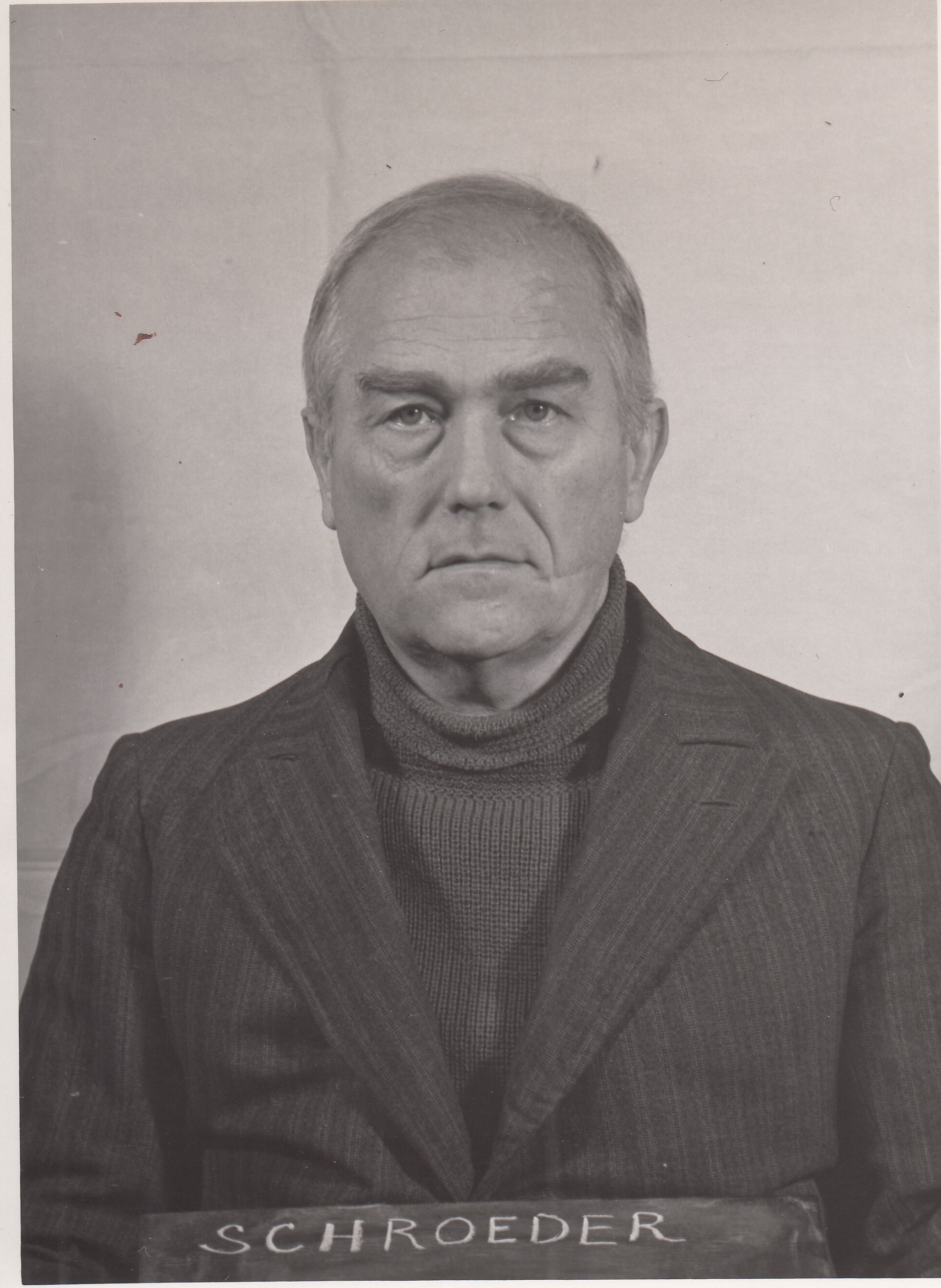
Karl Schröder 1947 beim Nürnberger Juristenprozess

Karl Schröder (* 2. Mai 1893 in Holztraubach; † unbekannt, nach 1948) war ein deutscher Jurist.

## Leben und Wirken
Nach dem Besuch eines Gymnasiums studierte Schröder vom Wintersemester 1912/13 bis zum Sommersemester 1921 Rechts- und Staatswissenschaften an der Universität München. Das Studium wurde knapp fünf Jahre lang durch die Teilnahme am Ersten Weltkrieg unterbrochen. Das Referendarexamen legte Schröder im November 1921 ab, um anschließend in den Juristischen Vorbereitungsdienst zu wechseln, den er im November 1923 mit dem Bestehen der Großen Juristischen Staatsprüfung abschloss.
Von Ende 1924 bis zum 31. Januar 1926 lebte Schröder als Rechtsanwalt in Deggendorf. Zum 1. Februar 1926 wurde er dann Gerichtsassessor am Landgericht München I, bevor er am 1. März 1926 zum Amtsanwalt in Bayreuth ernannt wurde. Am 15. Dezember 1926 erfolgte seine Ernennung zum 3. Staatsanwalt in Bayreuth. Von dort kam  er am 1. März 1927 als Amtsgerichtsrat nach Hof.
Am 1. Juli 1930 wurde Schröder zum 1. Staatsanwalt in Nürnberg ernannt. Am 1. November 1933 folgte die Ernennung zum Landgerichtsrat beim Landgericht Nürnberg-Fürth.
Am 1. Januar 1936 übernahm Schröder – der mit Wirkung zum 1. Mai 1937 in die NSDAP aufgenommen wurde – den Posten des Oberstaatsanwalts in Würzburg, wo er fünfeinhalb Jahre blieb, bis er am 1. Juli 1941 als Oberstaatsanwalt beim Landgericht nach Nürnberg zurückkehrte. In dieser Stellung wurde er auch zum Leiter der Anklagebehörde beim Sondergericht Nürnberg bestellt, das im Zusammenhang mit den Kriegsereignissen stehende Verfahren behandelte und zahlreiche Todesurteile verhängte. Er selbst räumte in einer Vernehmung durch den stellvertretenden amerikanischen Chefankläger in den Nürnberger Prozessen, Robert Kempner, im Jahr 1947 ein, dass „vielleicht 100“ Personen aufgrund seiner Anklagen im Laufe des Krieges zum Tode verurteilt wurden, wobei Kempner die Zahl der von Schröder zu verantwortenden Anklagen, die mit Todesurteil endeten, als deutlich höher veranschlagte.
Zum Ende des Zweiten Weltkriegs wurde Schröder von den Alliierten in Gefangenschaft genommen. In der Folge wurde er als Zeuge im Rahmen der Nürnberger Prozesse verhört.